# Röhr Junior
Der Röhr Junior ist ein Pkw der Mittelklasse, den die Automobilfirma Neue Röhr AG 1933 herausbrachte und auf der Internationalen Automobil und Motorradausstellung Berlin 1933 als „Röhr 4 Junior“ vorstellte. In der Presse kursierte auch die Bezeichnung „Röhr 4“, Röhr-Werbechef Karl Michael Knittel achtete aber auf die von ihm ausgewählte Bezeichnung „Junior“, die erstmals für ein Automobil verwendet wurde. Um das Risiko, das mit einer Eigenentwicklung verbunden gewesen wäre, auszuschließen, übernahm man die Konstruktion des Tatra 75 in Lizenz (werksintern wurde der Röhr bei diesem Hersteller anscheinend als „Typ 59“ geführt). Die ersten Prototypen des Junior hatten noch das Chassis des Tatra 57.

## Technik
Die Vorderräder waren einzeln wie bei einer Doppelquerlenkerachse an zwei Querblattfedern aufgehängt, die am tragenden Motorblock befestigt waren. Hinten war eine „gelenklose“ Pendelachse mit einer Querblattfeder eingebaut (beide Halbachsen hatten je ein Tellerrad und Antriebsritzel, die sich beim Einfedern auf einander abwälzten). Hinter der Vorderachse saß ein luftgekühlter 4-Zylinder-Boxermotor mit hängenden Ventilen, der über ein 4-Gang-Getriebe und eine Welle im Zentralrohr des Rahmens die Hinterräder antrieb. Die Karosserien der Limousinen  baute Drauz und die der Cabriolets Autenrieth. Von dem 6/30 PS - Wagen entstanden bis 1935 ca. 1.700 Exemplare. Damit war der Röhr Junior das erfolgreichste Modell der Marke.
Mit der Einstellung seiner Fertigung wurde die Automobilproduktion in Ober-Ramstadt aufgegeben. Die Werkzeuge und die Lizenz übernahmen die Stoewer-Werke.

Logo des Röhr Junior
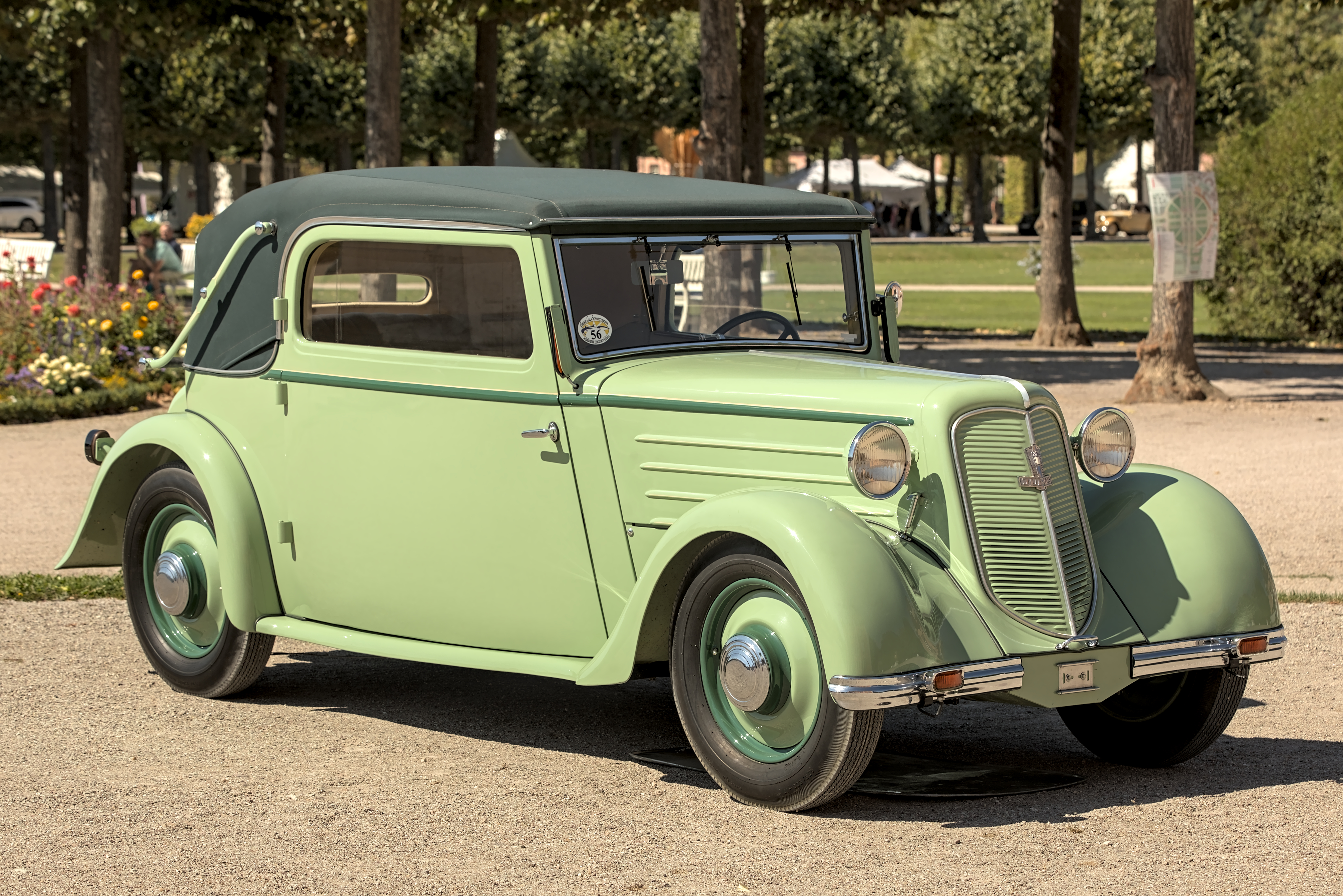
Röhr Junior von 1934 als Cabriolet
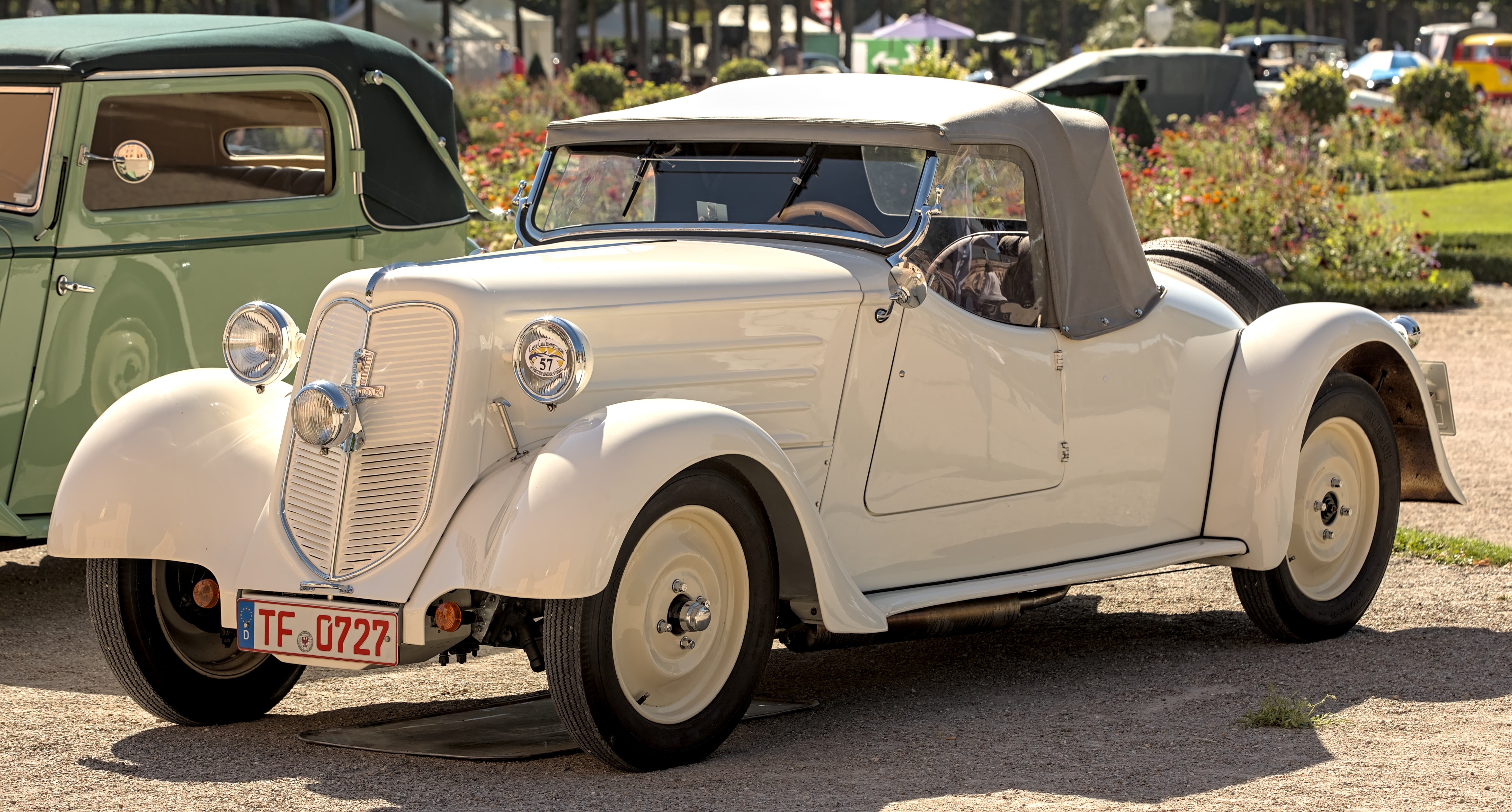
Röhr Junior von 1934 als Roadster
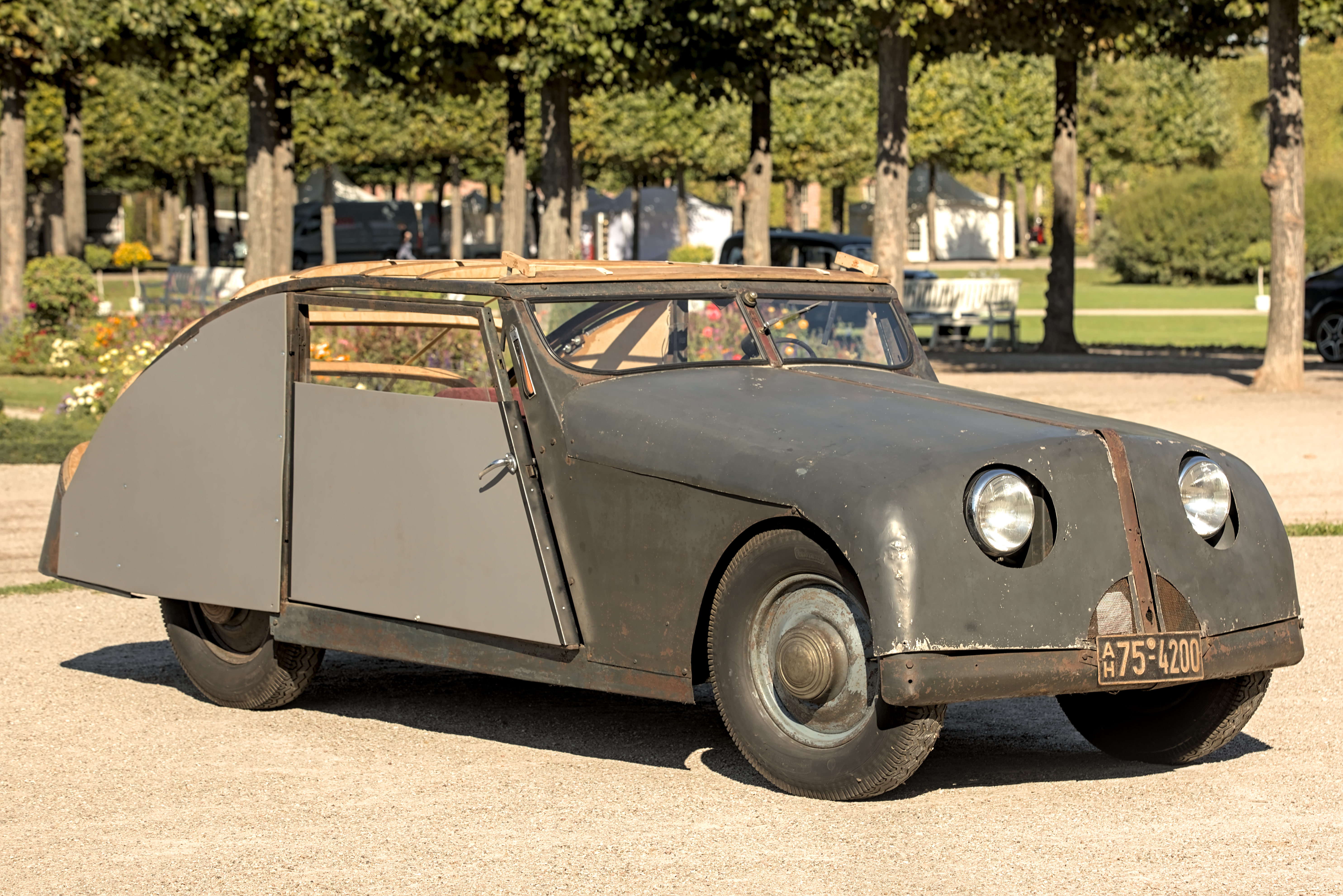
Röhr Junior von 1933 mit Tatzelwurm-Karosserie
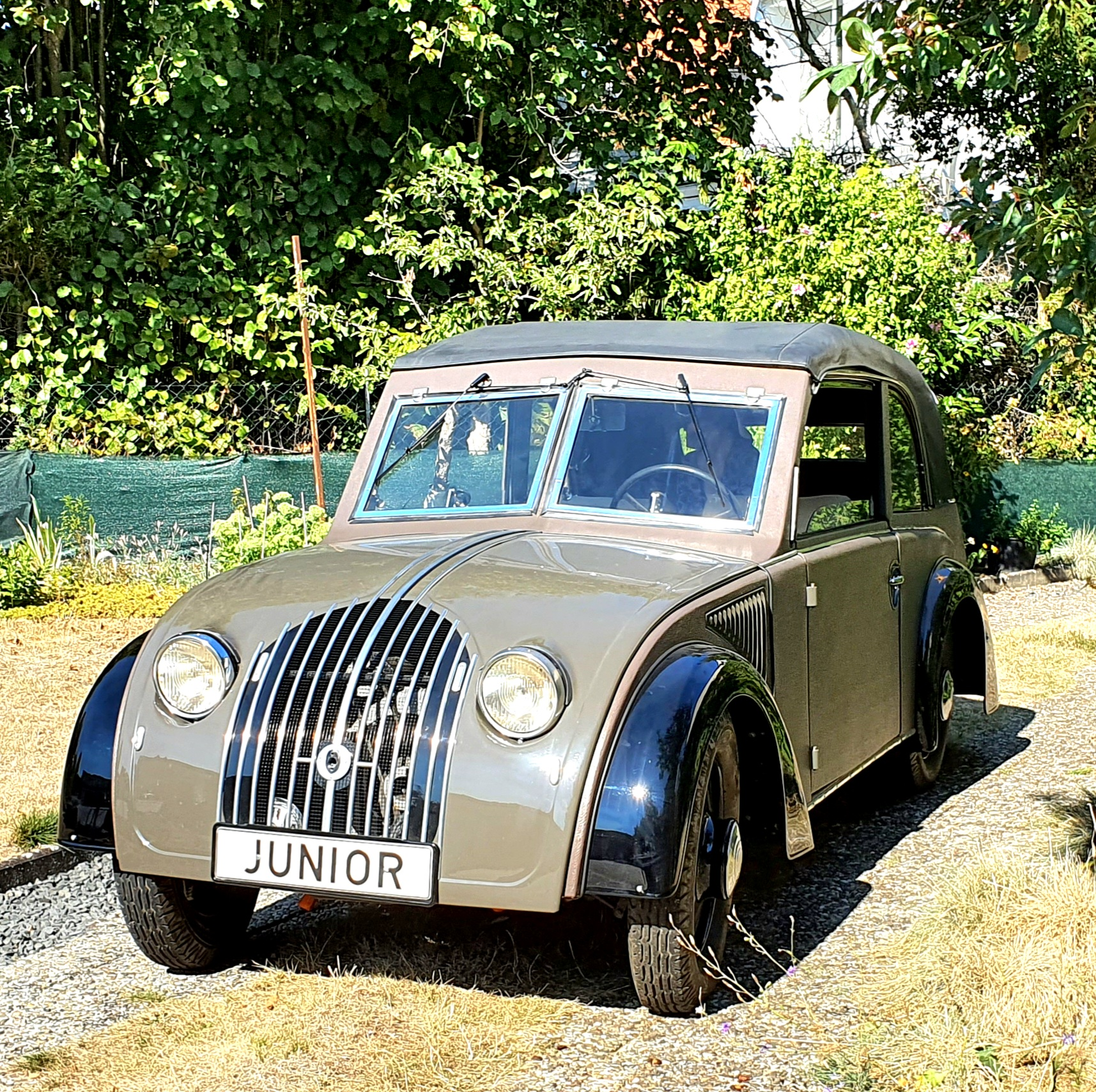
Röhr Junior mit Spezialkarosserie des Museums Ober-Ramstadt

## Technische Daten
| Typ                   | Junior (6/30 PS)           |
| Bauzeitraum           | 1933–1935                  |
| Aufbauten             | L2, Cb2, R2                |
| Motor                 | 4 Zylinder, 4 Takte, Boxer |
| Ventile               | hängend (OHV)              |
| Bohrung × Hub         | 75 mm × 84 mm              |
| Hubraum               | 1485 cm³                   |
| Leistung (PS)         | 30                         |
| Leistung (kW)         | 22                         |
| Verbrauch             | 10 l / 100 km              |
| Höchstgeschwindigkeit | 90 km/h                    |
| Leergewicht           | 930 kg                     |
| Zul. Gesamtgewicht    | 1245 kg                    |
| Elektrik              | 6 Volt                     |
| Länge                 | 3800 mm                    |
| Breite                | 1550 mm                    |
| Höhe                  | 1530 mm                    |
| Radstand              | 2660 mm                    |
| Spur vorne / hinten   | 1250 mm / 1250 mm          |
| Wendekreis            | 12 m                       |

- L2 = 2-türige Limousine
- Cb2 = 2-türiges Cabriolet
- R2 = 2--türiger Roadster